# Canto Africa
Canto Africa è un singolo di Clara Serina pubblicato nel 2013 dalla Cs Clara Serina.

## Tracce
1. Canto Africa
2. Canto Africa (Italian version)
3. Canto Africa (Strumentale)
4. Canto Africa (Karaoke)